# Conophyma sokolovi
Conophyma sokolovi is een rechtvleugelig insect uit de familie Dericorythidae. De wetenschappelijke naam van deze soort is voor het eerst geldig gepubliceerd in 1899 door Zubovski.